# Línea C3 (Suburbanos Montevideo)
La línea C3 de la red de transporte suburbano de Montevideo une la terminal Baltasar Brum con Parque del Plata.

## Características
Fue creada y operada por la entonces Cooperativa de Ómnibus Ruta Interbalnearia hasta los años sesenta, cuando la Compañía Uruguaya del Transporte Colectivo asume su operación hasta la actualidad.

## Recorridos
| Partida (Andén 13 Terminal Baltasar Brum) - Galicia - Río Branco - Galicia - Julio Herrera y Obes - Paysandú - República - Democracia - Daniel Muñoz - Cufré - Miguelete - Juan Ramón Gómez - Presidente Berro - Avenida 8 de Octubre - General José Villagrán - José Antonio Cabrera - 20 de Febrero - Camino Carrasco - Avenida Wilson Ferreira Aldunate - Ruta 101 - (Aeropuerto Internacional de Carrasco) - Ruta 101 - Paso Escobar - Ruta Interbalnearia - Calle 20 - Avenida General Artigas - Avenida Mario Ferreira - Las Violetas - Avenida Brigadier General Lavalleja - Tomás Berreta - Blanes - Rambla General José Artigas - Avenida Brigadier General Lavalleja - República Argentina - Calle X1 - Calle 41 - República Argentina - Avenida del Plata, hasta Calle 42 - Terminal Parque del Plata | Retorno (Terminal Parque del Plata) - Avenida del Plata - República Argentina - Avenida Brigadier General Lavalleja - Tomás Berreta - Blanes - Rambla General José Artigas - Avenida Brigadier General Lavalleja - Las Violetas - Avenida Mario Ferreira - Diagonal Este - Avenida General Artigas - Trébol - Ruta 11 - Ruta Interbalnearia - Ruta 101 - (Aeropuerto Internacional de Carrasco) - Ruta 101 - Avenida Wilson Ferreira Aldunate - Camino Carrasco - 20 de Febrero - Avenida 8 de Octubre - Avelino Miranda - Goes - Juan Paullier - Doctor Salvador Ferrer Serra - Martín C. Martínez - Avenida Uruguay - Ciudadela - Terminal Baltasar Brum |

## Paradas
| Ida Código de parada Calle - 7246 Andén 13 - 7068 Avenida Libertador - 7064 Ejido - 7066 Minas - 7063 Arenal Grande - 6709 Plaza Líber Seregni - 6707 Salvador Ferrer Serra - 7055 Bulevar Artigas - 6384 Avenida Manuel Albo - 6380 Jaime Cibils - 6385 Mariano Moreno - 6374 Agustina Contucci De Oribe - 6375 Comercio - 6382 Larravide - 6386 Pan De Azúcar - 2829 20 de Febrero - 6369 Camino Carrasco - 6528 El Aguacero - 6530 Hipólito Yrigoyen - 7605 Pedro Cosio - 6537 Camino Oncativo - 6519 Avenida Bolivia - 6526 Coca Cola - 6521 Camino Pichincha - 6523 Cooper - 6540 Santa Mónica - 7215 Pedro Figari (Frigorífico Carrasco) - 7221 La Pampa - 7607 Avenida Calcagno - 7223 Entrada a Monterrey - 7219 Sol - 7212 Garibaldi - 7227 Rosalía De Castro - 7208 Avenida A La Playa - 7210 Brigada Ingenieros - 7609 Avenida Racine - 7217 Frente DGIA - 7611 Oficina 2 - Catering - 7440 Arribos - 7228 Avenida Wilson Ferreira Aldunate - 7613 Fuerza Aérea - 7165 Calcagno - 7167 km. 20 Viviendas - 7169 Radar - 6885 Km. 21.200 - 6870 Cementerio De Mascotas - 6887 Km. 22 - 6917 Parada Pozo - 6922 Repecho Higueras - 6889 Camino los Horneros - 6856 BCA Solymar - 6872 Centro De Rebajas - 6930 Transformador UTE - 6915 Avenida Márquez Castro - 6874 Colinas De Solymar - 6878 El Palmar - 6850 Acodike Km. 28.500 - 7614 San Cristóbal - 6883 Avenida Pérez Buttler - 6868 Ruta A Pando - 6891 Km. 29.800 - 6893 Km. 30 - 6895 Km. 30.300 Calle - 6852 Autódromo - 7436 Ibicuy - 6858 Calle 33 - 6897 Km. 34 Peaje - 6899 Km. 34.500 - 6901 Km. 35 Venus - 6876 El Avión - 6920 Avda. de los Pinos - 6880 Entrada Km. 36.200 - 6903 Km. 37 Noguera - 6866 Calle Colón - 6905 km. 38 - 6926 Ruta N.º 87 Arco Salinas - 6907 Km. 38.500 Escuela - 6928 Solis - 6854 Avenida del Mar - 6864 Calle Ámbar - 6909 Km. 40.800 - 6860 Calle 7 Km. 41.300 - 6881 Fortín Santa Rosa - 6911 Km. 42.500 - 6913 Km. 44 - 6862 Delmira Agustini Liceo - 7281 Km. 45 Tienda Inglesa - 6509 Circunvalación - 6940 Calle 24 - 6946 Ciudad De Montevideo - 6942 Roger Balet - 6944 Diagonal Sur - 6710 Calle 6 - 6712 Mario Ferreira - 7039 Calle 1 B - 7049 Calle 3 B - 7041 Calle A - 7043 Calle B - 7053 Avenida Central - 7574 Calle C (Los Paraísos) - 7045 Calle D - 7047 Calle E - 7051 Calle F - 6964 General Lavalleja - 7282 Calle 3 Las Rosas - 6833 Calle 5 - 7283 Calle 7 Los Nardos - 7284 Calle 9 Las Margaritas - 7285 Calle 11 Las Madres - 6831 Calle 13 Los Junquillos - 6841 Calle 15 Los Jacintos - 6837 Calle 17 Las Glicinas - 6835 Calle 19 Las Fresas - 6843 Los Fresnos - 6839 Calle 23 Los Claveles - 7286 Avenida Argentina - 7287 Calle 27 Las Amapolas - 7575 Blanes - 7576 Calle 27 Las Amapolas - 7577 Calle D - 7578 Calle E - 7289 50 Metros - 7579 Calle G - 7290 Ruta Interbalnearia - 7695 República Argentina - 6423 Calle R1 - 6425 Calle S - 6427 Calle U - 6429 Calle 33 / W - 6431 Calle P / Calle X1 | Vuelta - 6432 Avenida Argentina - 6430 Calle W / Calle O - 6428 Calle U - 6426 Calle S - 6424 Calle R1 - 7293 Ruta Interbalnearia - 7695 República Argentina - 7581 Calle G - 7294 50 Metros - 7582 Calle E - 7583 Calle D - 7287 Calle 27. Las Amapolas - 7575 Blanes - 7576 Calle 27. Las Amapolas - 7584 Avda Argentina - 6840 Calle 23. Los Claveles - 6844 Los Fresnos - 6836 Calle 19 Las Fresas - 6838 Calle 17 Las Glicinas - 6842 Calle 15 Los Jacintos - 6832 Calle 13 Los Junquillos - 7297 Calle 11 Madreselva - 7298 Calle 9 Las Margaritas - 7299 Calle 7 Los Nardos - 6834 Calle 5 - 7300 Calle 3 Las Rosas - 7052 Calle F - 7048 Calle E - 7046 Calle D - 7301 Calle C - 7054 Avenida Central - 7044 Calle B - 7042 Calle A - 7050 Calle 3 B - 7040 Calle 1 B - 6713 Mario Ferreira - 6711 Calle 6 - 6945 República Federativa Del Brasil - 6943 Roger Balet - 6947 Ciudad De Montevideo - 6941 Calle 24 - 6510 Circunvalación - 6863 Delmira Agustini Liceo - 7302 Delmira Agustini - 6914 Km. 44 - 6912 Km. 42.500 - 6882 Fortín Santa Rosa - 6861 Calle 7 Km. 41.300 - 6910 Km. 40.800 - 6865 Calle Ámbar - 6855 Avenida del Mar - 6929 Solis - 6908 Km. 38.500 Escuela - 6927 Ruta Nº 87 Arco Salinas - 6867 Km 38 - 7585 Colon - 6904 Km. 37 Noguera - 6921 Avenida de los Pinos - 6877 El Avión - 6902 Km. 35 Venus - 6900 Km. 34.500 - 6898 Km. 34 Peaje - 6859 Calle 33 - 6925 Río Negro Km 31 - 6853 Autódromo - 6896 Km. 30.300 - 6894 Km. 30 - 7615 Km 29.500 - 6892 Km. 29.800 - 6869 Ruta Pando - 6884 Avenida Pérez Buttler - 6851 Acodike km. 28.500 - 6879 El Palmar - 6875 Colinas De Solymar - 6916 Avenida Márquez Castro - 6931 Transformador UTE - 6873 Centro De Rebajas - 6857 BCA Solymar - 6890 km. 24 La Tahona - 6923 Repecho Higueras - 6918 Parada Pozo - 6888 km. 22 - 6871 Cementerio De Mascotas - 6886 km. 21.200 - 7170 Radar - 7168 km. 20 Viviendas - 7166 Calcagno - 7329 Frente Base Aérea N° 1 - 7440 Arribos - 7228 Camino Carrasco - 7612 Oficina 2 - 7610 Avenida Racine - 7209 Brigada Ingenieros - 7207 Avenida A La Playa - 7226 Rosalía De Castro - 7211 Garibaldi - 7218 Sol - 7222 Avenida a Monterrey - 7608 Avenida Calcagno - 7220 La Pampa - 7224 Oraña - 7214 Frigorífico Carrasco - 6541 Santa Mónica - 6524 Cooper - 6522 Camino Pichincha - 6527 Coca Cola - 6516 Juan Agazzi - 6538 Camino Oncativo - 6535 Lugo - 7606 Pedro Cosio - 6531 Hipólito Yrigoyen - 6525 El Aguacero - 6515 20 de Febrero - 6371 Liceo 19 - 6368 Avenida 8 de Octubre - 6388 Doctor Silvestre Pérez - 6383 Larravide - 6376 Comercio - 6377 Bulevar José Batlle y Ordóñez - 6378 Avenida Luis Alberto De Herrera - 6381 Jaime Cibils - 6379 Avenida General José Garibaldi - 6387 Presidente Berro - 7767 Acevedo Díaz - 6733 Doctor Joaquín Requena - 7200 Defensa - 7199 Arenal Grande - 7203 Minas - 7201 Ejido - 7205 Avenida Rondeau - 7204 Río Branco - 7206 Ciudadela - 7316 Terminal Baltasar Brum |

## Frecuencia
- El C3 los 7 días de la semana tiene 6 salidas de las cuales sus partidas son: 00:05; 06:35; 10:35; 14:35; 18:35 y 22:05.

## Ramales
- C3 Montevideo - Portuarios

```
    * Ruta anterior
    * República Argentina
    * Calle P
    * Calle 41
    * Calle 3
    * Rambla Costanera General José Artigas
    * Calle J hasta calle 44.
    * 
Colonia de Vacaciones Portuarios
```

## Barrios servidos
Circula por los barrios: Centro, Cordón, Tres Cruces, La Blanqueada, La Unión, Malvín Norte, Malvín Alto, La Cruz de Carrasco, Carrasco Norte, Paso Carrasco, Parque Rooselvelt, Parque Carrasco, Santa Teresita, Solymar, Montes de Solymar, El Pinar, Rincón del Pinar, Neptunia, Pinamar, Salinas, Marindia, Fortín de Santa Rosa, Villa Argentina, Atlántida, Las Toscas, Barrio La Llanada, Barrio Centro, Parque del Plata Sur, Parque del Plata Norte y Barrio el Paso.